# Frank Powell (calciatore)
Frank Powell (Cardiff, ottobre 1883 – dicembre 1946) è stato un calciatore e allenatore di calcio inglese.

## Carriera
Ha guidato la Nazionale cilena ai campionati olimpici del 1928.